# Szenajda
Szenajda (kašubsky Szénajda, německy Schönheide) je kašubská vesnice v Polsku, nacházející se v Pomořském vojvodství, v gmině Kościerzyna a okrese Kościerzyna. Leží v severovýchodní části krajinného parku Wdzydze.

## Historie názvu
Od roku 1437 nesla vesnice německý název „Schonhayn“. V roce 1686 byla přejmenována na Schenheyda a roku 1796 opět přejmenována, tentokrát na Schönheida. Po změně koncovky z -a na -e se z tohoto názvu stal oficiální německý název, který se používal až do konce druhé světové války. Současný název Szenajda vesnice získala po válce, kdy byla začleněna do Polska.